# 東印場町
東印場町（ひがしいんばちょう）は、愛知県尾張旭市にある地名。現行行政地名は東印場町（二反田）および東印場町一丁目から東印場町四丁目。

## 地理
尾張旭市の西部に位置し、東は西大道町下大道・西の野町、西は印場元町・渋川町、南は吉岡町、北は旭前町・城前町に接している。

### 河川
- 矢田川
- 天神川

## 歴史

### 沿革
- 1970年（昭和45年）12月1日 - 市制施行と同時に、大字印場の一部より東印場町が成立[6]。
- 1982年（昭和57年） - 西の野町との間で境界を変更[6]。
- 2008年（平成20年）11月22日 - 印場特定土地区画整理に伴い、東印場町一丁目から東印場町四丁目を設置[7]。

### 町名の変遷
| 実施後         | 実施年月日                 | 実施前（各町名ともその一部）                              |
| -------------- | -------------------------- | --------------------------------------------------------- |
| 東印場町一丁目 | 2008年（平成20年）11月22日 | 城前町上大道 東印場町二反田 東印場町一里山 西大道町下大道 |
| 東印場町二丁目 | 2008年（平成20年）11月22日 | 東印場町一里山 印場元町北島                               |
| 東印場町三丁目 | 2008年（平成20年）11月22日 | 東印場町一里山 東印場町越水 庄中町塚坪 庄中町鳥居         |
| 東印場町四丁目 | 2008年（平成20年）11月22日 | 西大道町下大道 東印場町二反田 東印場町一里山 東印場町越水 |

## 世帯数と人口
2019年（令和元年）7月31日現在の世帯数と人口は以下の通りである。
| 町丁・丁目     | 世帯数  | 人口    |
| -------------- | ------- | ------- |
| 東印場町二反田 | 77世帯  | 204人   |
| 東印場町一丁目 | 292世帯 | 721人   |
| 東印場町二丁目 | 206世帯 | 533人   |
| 東印場町三丁目 | 288世帯 | 805人   |
| 東印場町四丁目 | 101世帯 | 264人   |
| 計             | 964世帯 | 2,527人 |

### 人口の変遷
国勢調査による人口の推移
| 1995年（平成7年）  | 966人   | [ 8 ]  |  |
| 2000年（平成12年） | 1,580人 | [ 9 ]  |  |
| 2005年（平成17年） | 1,993人 | [ 10 ] |  |
| 2010年（平成22年） | 2,336人 | [ 11 ] |  |
| 2015年（平成27年） | 2,469人 | [ 12 ] |  |

## 学区
市立小・中学校に通う場合、学区は以下の通りとなる。
| 町丁・丁目     | 番・番地等 | 小学校               | 中学校             |
| -------------- | ---------- | -------------------- | ------------------ |
| 東印場町二反田 | 全域       | 尾張旭市立渋川小学校 | 尾張旭市立西中学校 |
| 東印場町一丁目 | 全域       | 尾張旭市立渋川小学校 | 尾張旭市立西中学校 |
| 東印場町二丁目 | 全域       | 尾張旭市立渋川小学校 | 尾張旭市立西中学校 |
| 東印場町三丁目 | 全域       | 尾張旭市立渋川小学校 | 尾張旭市立西中学校 |
| 東印場町四丁目 | 全域       | 尾張旭市立渋川小学校 | 尾張旭市立西中学校 |

## 交通
- 愛知県道61号名古屋瀬戸線
- 愛知県道208号上半田川名古屋線
- 愛知県道214号松本名古屋線

## 施設
- 愛知県立旭野高等学校
- 印場中央公園
- 中部電力パワーグリッド印場変電所

## その他

### 日本郵便
- 集配担当する郵便局と郵便番号は以下の通りである[14]。

| 町丁                   | 郵便番号 | 郵便局       |
| ---------------------- | -------- | ------------ |
| 東印場町一丁目〜四丁目 | 488-0830 | 尾張旭郵便局 |
| 東印場町二反田         | 488-0833 | 尾張旭郵便局 |